# جو پونتی
جووانی «جو» پونتی (به ایتالیایی: Giovanni "Gio" Ponti) (زاده ۱۸ نوامبر ۱۸۹۱ - درگذشته ۱۶ سپتامبر ۱۹۷۹) معمار، طراح صنعتی، طراح مبلمان، هنرمند، آموزگار، نویسنده و ناشر اهل ایتالیا بود. پونتی در طول فعالیت حرفه ای خود که شش دهه به طول انجامید، بیش از صد ساختمان در ایتالیا و سایر نقاط جهان ساخت. او تعداد قابل توجهی از هنرهای تزئینی و اشیاء طراحی و همچنین مبلمان را طراحی کرد. با تشکر از مجلهٔ دوموس که در سال ۱۹۲۸ میلادی تأسیس کرد و تقریباً در تمام زندگی خود هدایت کرد و به لطف مشارکت فعال در نمایشگاه‌هایی مانند سه‌سالانه میلان؛ او همچنین مدافع مشتاق هنر زندگی به سبک ایتالیایی و بازیگر اصلی، احیای طراحی ایتالیایی پس از جنگ جهانی دوم بود. او از سال ۱۹۳۶ تا ۱۹۶۱ میلادی در مدرسهٔ پلی‌تکنیک میلان تدریس کرد و چندین نسل از طراحان را تربیت کرد. پونتی همچنین در ایجاد یکی از مهم‌ترین جوایز طراحی در سال ۱۹۵۴ میلادی کمک کرد: جایزهٔ پرگار طلا. پونتی در ۱۶ سپتامبر ۱۹۷۹ میلادی درگذشت.
معروف‌ترین آثار او عبارتند از برج پیرلّی که از سال ۱۹۵۶ تا ۱۹۶۰ میلادی در میلان با همکاری مهندس پیر لوئیجی نروی ساخته شد، ویلا پلانچارت در کاراکاس و صندلی سوپرلجرا (فوق سبک) که توسط کاسینا در سال ۱۹۵۷ میلادی تولید شد.
وی در سال ۱۹۲۳ میلادی همکاری خود را با معماران امیلیو لانچیا و مینو فیوکی آغاز کرد و در طی این دوران بناهایی از جمله: خانه‌ای در میلان (۱۹۲۵ میلادی)، ویلا بوئیه در پاریس (۱۹۲۶ میلادی) را طراحی نمود. سرانجام پس از سال ۱۹۲۷ میلادی تنها با لانچیا در استودیو پونتی و لانچیا پی‌ال همکاری کرد. به این ترتیب، پونتی طی آن زمان، تحت تأثیر جنبش هنری ایتالیایی، نئو کلاسیک قرار گرفت.

## آثار

### در خاورمیانه
ویلای نمازی در سال ۱۳۳۹ خورشیدی به سفارش شفیع نمازی، فرزند مهدی نمازی، نمایندۀ مجلس شورای ملی و سنا توسط جو پونتی، در منطقهٔ نیاوران تهران ساخته شد.
ساختمان شورای برنامه‌ریزی و توسعۀ عراق در بغداد، دیگر اثر طراحی‌شده توسط جو پونتی است.

## افتخارات جو پونتی
- مدال طلا از آکادمی معماری پاریس
- اهدای دکترای افتخاری از کالج سلطنتی هنر لندن[۶]